# 앨리스테어 존스턴
앨리스테어 윌리엄 존스턴(영어: Alistair William Johnston, 1998년 10월 8일 ~ )은 캐나다의 축구 선수로 현재 스코티시 프리미어십의 셀틱에서 라이트 백으로 활동 중이다.